# 13121 Тиса
13121 Ти́са (13121 Tisza) — астероїд головного поясу, відкритий 7 лютого 1994 року.
Тіссеранів параметр щодо Юпітера — 3,557.
Назва походить від назви річки Тиса (угор. Tisza, нім. Theiß, слов. Tisa) однієї з основних приток Дунаю, що бере початок в Карпатах.